# Дарелас, Аргирис
Аргирис Дарелас (греч. Αργύρης Δαρέλας; род. 16 октября 2003, Александруполис) — греческий футболист, атакующий полузащитник клуба НЕК.

## Клубная карьера
Дарелас — воспитанник клуба ПАОК. В 2022 году он дебютировал за дублирующий состав последних. Летом 2024 года Дарелас подписал контракт с нидерландским НЕКом. 10 августа в матче против «Твенте» он дебютировал в Эредивизи. 